# Batalla del Delta
La batalla del delta del río Nilo es la primera batalla naval registrada de la historia. Fue un cruel enfrentamiento entre los Pueblos del Mar y la flota egipcia al mando de Ramsés III , ocurrida en el año 1178 a. C. o 1175 a. C. Estos pueblos ya habían destruido a los micénicos, al imperio hitita y habían sumido toda la actual costa turca en el caos más absoluto y pretendían asentarse en Egipto.
El conflicto se produjo en algún lugar frente a las costas de la región oriental del Delta del Nilo y en parte en las fronteras del Imperio egipcio en Siria, aunque su ubicación exacta se desconoce. La batalla está registrada en los muros exteriores del templo funerario del faraón Ramsés III en Medinet Habu.

## Antecedentes históricos
Los Pueblos del Mar eran una amalgama formada tjeker, peleset, sherdan y otros. En el siglo XII a. C. invadieron el Oriente Medio, arrasaron el Imperio hitita y destruyeron y saquearon su capital, Hattusa. También atacaron Siria y Canaán, donde muchas ciudades fueron incendiadas, así como Chipre y su capital, saqueada. Es evidente que su objetivo final era encontrar una tierra rica, y Egipto parecía una elección perfecta. El ataque de los Pueblos del Mar fue probablemente la mayor amenaza a que el Antiguo Egipto se enfrentó nunca, ya habían destruido al imperio hitita cuando lo atacaron; Los relieves de Medinet Habu representan a decenas de familias de los Pueblos del Mar en las fronteras del Imperio egipcio en Siria, donde Ramsés III les hizo frente en tierra en la Batalla de Djahy el año 8 de su reinado para poner fin a la marea de gente que arremetía contra la región oriental de su imperio. Ilustra el hecho de que el conflicto estaba en parte producido por una gran migración para conquistar y colonizar Egipto y su imperio asiático la opinión del hititólogo Trevor Bryce: 
"Los guerreros peleset y Tjekker guerreros que lucharon en la batalla terrestre [en contra de Ramsés III, en Siria] están acompañados en los relieves por las mujeres y los niños, que van cargados en carros de bueyes".
La gravedad de la crisis a que se enfrentan los Estados del Cercano Oriente la resume Ammurapi, el último rey de Ugarit, que escribió varias cartas pidiendo la ayuda de Eshuwara, el rey de Alasiya. Amurapi pone de relieve la desesperada situación a que se enfrenta en la carta Ugarit RS 18.147: 
"Mi padre [Eshuwara], he aquí, que los barcos del enemigo vinieron (aquí); mis ciudades (?) Fueron quemadas, e hicieron cosas malas en mi país. ¿No sabe mi padre que todas mis tropas y carros (?) están en la tierra de Hati, y todos mis barcos están en la tierra de Luka? ... Así el país está abandonado a sí mismo. Mi padre debe saberlo: los siete barcos del enemigo que llegaron aquí nos han causado mucho daño".

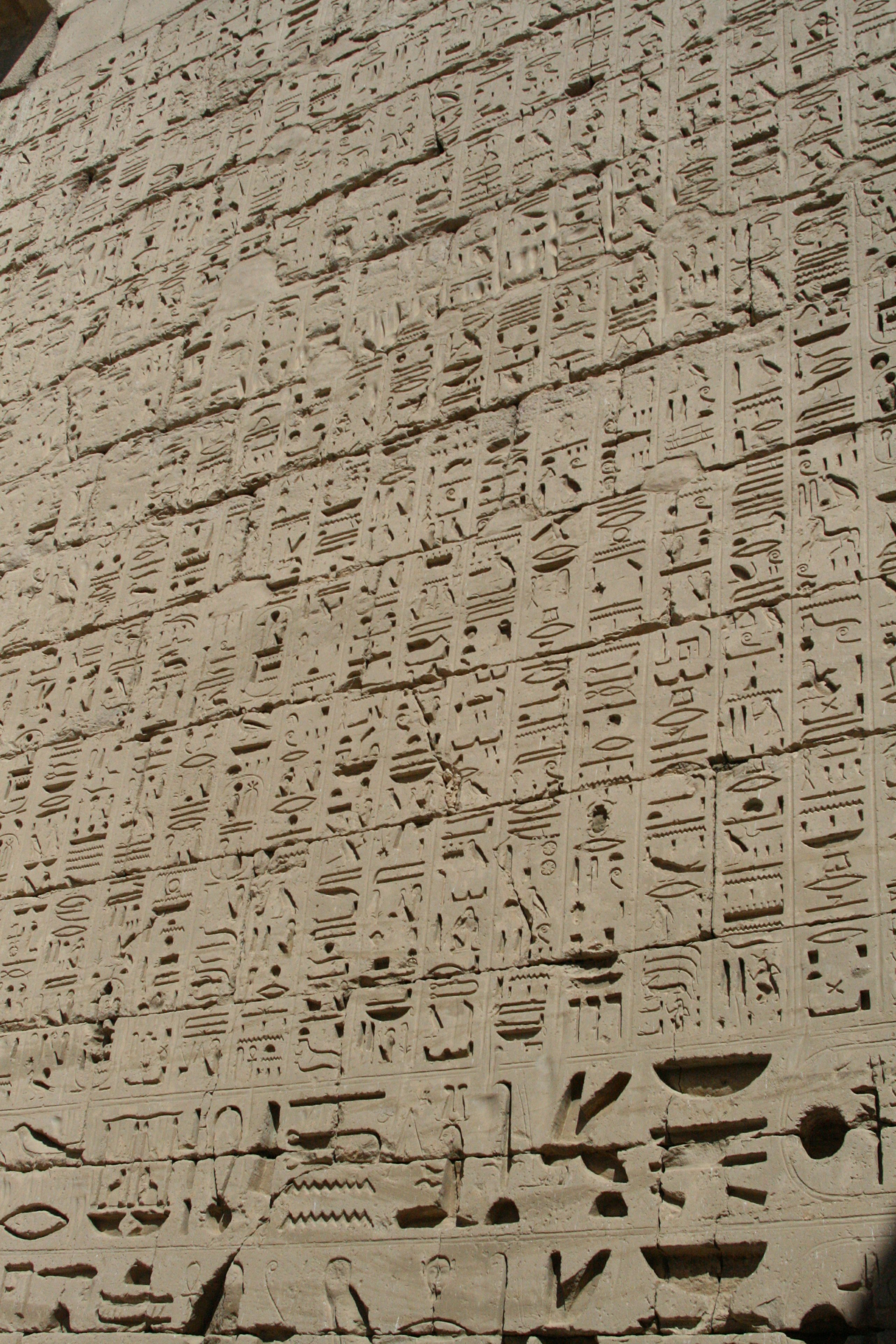
Inscripciones en el muro del templo de Medinet Habu.

Ramsés III describe un gran movimiento de gentes en el este del Mediterráneo, que causó una destrucción masiva de las antiguas potencias del Levante, Chipre y Anatolia:
"Los países extranjeros se conjuraron en sus islas. Fueron desalojados y dispersados en batalla todos los países a la vez, y ningún país podía resistir ante sus armas, empezando por Hatti, Kode, Karkemisch y Alasiya (...) Se organizó un campamento en un sitio de Amurru, y asolaron a su pueblo como si jamás hubieran existido. Vinieron, la llama preparada delante de ellos, hacia Egipto. Su confederación consistía en Peleset, Tjekker, Schakalesch, Danu y Ueschesch, países unidos (...) (KRI V, 39-40)".
"Las tierras fueron asoladas en la refriega. Ningún pueblo podía ante sus armas, Hati, Kode, Carchemish, Arzawa, Alasiya, es el momento de acabar con ello".
Todas las civilizaciones del Mediterráneo fueron destruidas por el ataque de los Pueblos del Mar, y solo los egipcios fueron capaces de resistir su ataque. Sin embargo, resultó ser una victoria pírrica, porque Egipto quedó tan debilitado que nunca volvió a ser tan poderoso como antes de la invasión. El conflicto con los Pueblos del Mar también agotó su economía, por eso los egipcios solían decir que la muerte viene desde el otro lado de los mares.

## La batalla

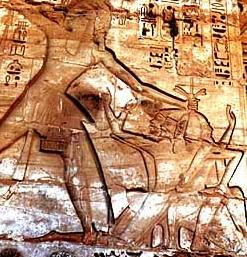
Ramsés III venciendo a los Pueblos del Mar. Bajorrelieve del templo de Medinet Habu.

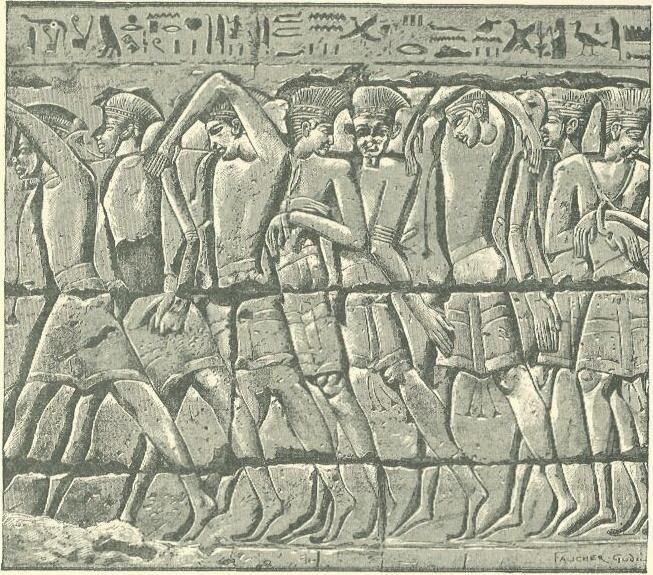
Peleset cautivos. Bajorrelieve del templo de Medinet Habu.

Después de derrotar a los Pueblos del Mar en Siria, Ramsés se apresuró a regresar a Egipto, donde los preparativos para el asalto a los invasores ya se habían ultimado. Las inscripciones de Ramsés III en su templo mortuorio registran este acontecimiento épico con gran detalle. Cuando Ramsés miró el mar vio una fuerza formidable, miles de enemigos, y el final del imperio egipcio. Este fue un momento importante para el faraón, en particular por la idea de tener que hacer frente a una batalla naval: los egipcios nunca había tenido que hacerlo antes. Ramsés reaccionó con gran brillantez táctica, alineó en las costas del Delta filas de arqueros preparados para lanzar oleadas de flechas si las naves enemigas intentaban fondear. A sabiendas de que sería derrotado en una batalla marítima, Ramsés atrajo la flota enemiga a la desembocadura del Nilo, donde preparó una emboscada, ya que había reunido una flota específica para esta ocasión. En una inspirada maniobra táctica, atrajo la flota de los Pueblos del Mar hacia la orilla donde los arqueros egipcios, desde tierra, les lanzaban cotinuamente flechas, lo mismo que otros situados sobre las cubiertas de los barcos egipcios. Hundieron los barcos enemigos e hizo muchos muertos y prisioneros, algunos incluso arrastrados a la orilla para ser ejecutados. Así la invasión fue rechazada antes de que pusiera pie en tierra egipcia. La batalla quedó reflejada en los siguientes términos: 
"Tracé mi frontera en Dyahi (territorios sirio-palestinos controlados por Egipto), preparé frente a ellos a los príncipes locales, comandantes de guarnición y mariannu (guerreros asiáticos). Hice preparar las bocas del río como un fuerte muro con barcos de guerra, transportes y esquifes. Estaban totalmente equipados, tanto a proa como a popa, con valientes soldados y con la infantería más escogida de Egipto (...)".
Ramsés relata la suerte de los Pueblos del Mar, que se atrevieron a atacar Egipto:
"Para aquellos que avanzaron juntos sobre el mar, la llama ardía delante de ellos en las bocas del río y una empalizada de lanzas les rodeaba en la orilla (...) Se preparó una red para atraparles; aquellos que entraron en las bocas del río quedaron encerrados y cayeron dentro de ella, clavados en sus puestos, muertos y despedazados. Fueron arrastrados, anulados, yacían sobre la playa; muertos y amontonados de popa a proa de sus naves mientras todas sus cosas eran arrojadas al agua".

## Consecuencias
Si bien no hay documentación sobre alguna posible persecución de los vencidos Pueblos del Mar, que huyeron a Levante, Egipto se salvó del destino de una destrucción total que habían sufrido Hatti, Alasiya, y otros grandes estados del Cercano Oriente (Carchemish sobrevivió a los ataques de los Pueblos de Mar) en lo que se llama crisis de la Edad del Bronce. Ramsés consideraba que había obtenido una gran y decisiva victoria, pero, aunque había derrotado a los Pueblos del Mar, el faraón no pudo evitar que los peleset, tjeker y denyen se asentaran en la costa de Retenu. Otros grupos participantes en estas oleadas darían nombre a Sicilia (shekelesh), a Cerdeña (sherdan). Los egipcios rechazaron el ataque, pero el conflicto agotó su Hacienda hasta tal punto que nunca volvió a recuperarse tanto como para ser de nuevo un poderoso imperio: a Ramsés III se le considera como el último gran faraón del Imperio Nuevo.